# دفين
مدينة دفين (بالأرمينية:Դվին) (بالإنجليزية: Dvin)‏ هي إحدى المدن التابعة لمقاطعة أرارات في أرمينيا. يقدر عدد سكانها بـ 2898 نسمة حسب الإحصاء الذي جرى عام 2011.
كانت عاصمة من عواصم أرمينيا التاريخية القديمة